# NGC 6753
NGC 6753 is een spiraalvormig sterrenstelsel in het sterrenbeeld Pauw. Het hemelobject werd op 5 juli 1836 ontdekt door de Britse astronoom John Herschel.

## Synoniemen
- ESO 184-22
- AM 1907-570
- IRAS 19071-5707
- PGC 62870